# Старца Вецкија (Напуљ)
Старца Вецкија (итал. Starza Vecchia) је насеље у Италији у округу Напуљ, региону Кампанија.
Према процени из 2011. у насељу је живело 3135 становника. Насеље се налази на надморској висини од 63 м.